# Impuesto sobre la renta de no residentes
El impuesto sobre la renta de no residentes es un tributo establecido en España, de carácter directo que grava la renta obtenida en territorio español por las personas físicas y entidades no residentes en el mismo. 

## Caracteres
- De carácter directo, pues grava la obtención de rentas en cuanto manifestación directa de la capacidad económica del contribuyente y no le permite obtener de otra persona el reembolso del impuesto satisfecho.
- De naturaleza personal o real, según: 
  - el contribuyente obtenga rentas por medio de establecimiento permanente, en cuyo caso somete a gravamen, en principio, la totalidad de las rentas correspondientes al mismo
  - sin establecimiento, supuesto en el cual sólo grava las rentas obtenidas en territorio español.
- Grava la renta, constituida por los rendimientos, ganancias y pérdidas patrimoniales obtenidas por el contribuyente y las imputaciones de renta establecidas por Ley.

## Regulación básica
La normativa básica aplicable al Impuesto sobre la Renta de los No Residentes es la siguiente: 
- Real Decreto Legislativo 5/2004 de 5 de marzo de 2004, por el que se aprueba el texto refundido de la Ley del Impuesto sobre la Renta de no Residentes.
- Real Decreto 1776/2004 de 30 de julio de 2004, por el que se aprueba el Reglamento del Impuesto sobre la Renta de no Residentes.

En materia del Impuesto sobre la renta de no residentes, es necesario tener en cuenta además de la legislación interna, los diferentes Convenios internacionales de doble imposición suscritos por el Estado español con otros Estados y que estén en vigor. 
Estos Tratados, que tratan de evitar la doble imposición que se produce por la concurrencia de dos o más soberanías fiscales sobre una misma renta, se aplican con preferencia a la legislación interna, dada su primacía.
Por tanto: 
(i) si una persona residente, a título de ejemplo, en Canadá, obtiene unos rendimientos en España, aunque la ley española prevea el gravamen de esa determinada renta, si el Convenio Internacional de doble imposición firmado entre España y Canadá considera que esos rendimientos solo tributan en el país de residencia del sujeto pasivo, en este caso Canadá, entonces las mencionadas rentas no serán gravadas en España.
(ii) si, en cambio, el Convenio considerara que esos rendimientos pueden tributar más que lo que resultaría de la aplicación de las normas internas españolas (por ejemplo porque el Convenio permita gravar a España pero según las normas españolas esos rendimientos estén exentos), sus disposiciones no tendrían aplicación práctica.

## Hecho imponible
El hecho imponible de este Impuesto es la obtención por los contribuyentes de rentas de cualquier naturaleza en territorio español.

## Formas de sujeción
Como se ha mencionado antes existen dos formas de sujeción al Impuesto sobre la Renta de no Residentes : 

### Contribuyentes que obtienen rentas sin mediación de establecimiento permanente
- Tributan de forma separada por cada devengo, total o parcial, de renta sometida a gravamen. La base imponible está formada por la renta íntegra percibida (esto es, sin deducción de gastos o pérdidas, salvo en ciertas actividades específicas).
- El gravamen de estos rendimientos se establece en 2008, con carácter general en el 24%. No obstante existen tipos específicos para determinados rendimientos como ciertos sueldos de actividades temporales, pensiones, dividendos o ganancias patrimoniales, que con la excepción de las pensiones que están sometidas a una escala progresiva hasta el 40%, se encuentran por debajo del tipo general antes mencionado.

### Contribuyentes que obtienen rentas mediante establecimiento permanente situado en territorio español
- Tributan por la totalidad de la renta imputable al mismo, independientemente de que se haya obtenido en España o en el extranjero.
- Desde 2008 el gravamen de estos rendimientos es el 30%, aplicable sobre los beneficios del establecimiento permanente (esto es, sobre la diferencia entre sus ingresos y gastos a efectos fiscales), con ciertas especialidades en ciertos casos concretos. El tipo general es del 25% desde 2016.

Existen diversas exenciones y reglas referentes a la sujeción a tributación, pendientes de desarrollo en este artículo.

## Recaudación del impuesto sobre no residentes en España
| Año                                               | Recaudación IRNR (millones de euros) |
| ------------------------------------------------- | ------------------------------------ |
| 2021                                              | 1 892                                |
| 2020                                              | 1 562                                |
| 2019                                              | 2 425                                |
| 2018                                              | 2 698                                |
| 2017                                              | 2 312                                |
| 2016                                              | 1 964                                |
| 2015                                              | 1 591                                |
| 2014                                              | 1 434                                |
| 2013                                              | 1 466                                |
| 2012                                              | 1 746                                |
| 2011                                              | 2 130                                |
| Dirección General de Tributos. Gobierno de España |                                      |